# La familia Pasaflor
La Familia Pasaflor (en francés: La Famille Passiflore) es una serie de libros infantiles francesa escritos por Geneviève Huriet e ilustrados por Loïc Jouannigot. Los libros se han publicado por Ediciones Milan desde 1987.
La serie es acerca de siete conejos, los Pasaflor: papá Onesine, tía Zinia, y sus cinco hijos, Agárico, Dentellón, Farsete, Romarín, y Pirouette.
Los Conejitos Bellflower, una serie de televisión basada en los libros, comenzó en diciembre de 2001 por TF1, y en 2006 por Boomerang Latinoamérica.  (enlace roto disponible en Internet Archive; véase el historial, la primera versión y la última).
En los Estados Unidos, la serie es llamada Beechwood Bunny Tales.

## Enlaces
- ref, auteur,pk_contrib,183.rwi.html Ediciones Milan: Geneviève Huriet (enlace roto disponible en Internet Archive; véase el historial, la primera versión y la última). (en francés)
- Lista de libros por Huriet (en francés)

- Datos: Q620263